# Бердяев, Валериан Валерианович
Валериан (Валерья́н) Валерианович Бердя́ев (пол. Walerian Bierdiajew; 7 марта 1885, Гродно — 28 ноября 1956, Варшава) — российский, советский и польский дирижёр.

## Биография
Учился в Лейпцигской консерватории у Артура Никиша (дирижирование) и Макса Регера (композиция). Дебютировал в Дрездене в 1906 году в благотворительном представлении оперы Петра Чайковского «Евгений Онегин» (средства от спектакля шли на сооружение памятника Антону Чехову).
В 1907—1921 годах работал в России, был дирижёром Мариинского театра.
В 1921—1925 годах работал в Польше. В 1925—1930 годах снова в СССР, дирижировал оперными и симфоническими концертами в Ленинграде, Киеве, Харькове, Одессе, Свердловске, преподавал дирижирование в Киевской консерватории.
В 1930 году окончательно обосновался в Польше, работал с Варшавским филармоническим оркестром, преподавал в Варшавской консерватории, где среди его учеников был, в частности, Анджей Пануфник.
В 1945—1949 годах — главный дирижёр Краковского филармонического оркестра.
В 1949—1954 годах возглавлял Познанскую оперу, где осуществил ряд значительных в истории польской оперы и балета постановок — в том числе «Гальки» Станислава Монюшко в 1950 году к 30-летию театра (в ходе юбилейного концерта было объявлено о присвоении театру имени Монюшко), «Бориса Годунова» Мусоргского (1950), «Снегурочки» Римского-Корсакова (1951, впервые в Польше), «Ученика чародея» Поля Дюка (1952), «Короля-крестьянина» Гражины Бацевич (1954, премьера).
С 1954 года возглавлял Варшавскую оперу и вновь преподавал в Варшавской консерватории (среди его учеников этого периода — Станислав Скровачевский).
Лауреат Государственной премии ПНР (1951).